# Jaciment del Rebollar
El Jaciment del Rebollar és un jaciment arqueològic ubicat a la vessant d'un turó pròxim a l'aldea d'El Rebollar, Requena.
Està format per ceràmiques ibèriques rodades, fragmentades i dispersades. S'ha prospectat dos voltes, una en 1992, quan s'arreplega la majoria de material, i una altra en 2010, on només es va actualitzar la informació existent.